# متاهة (فلم قصير)
فيلم متاهة هو فيلم روائي قصير من تأليف وإخراج أحمد نادر وبطولة آية ماجد ومن إنتاج المعهد العالي للسينما. في عام ٢٠٢٢ تم اختيار الفيلم للمشاركة في مسابقة قرطاج السينما الواعدة بمهرجان أيام قرطاج السينمائية في دروته ال٣٣.

## قصة الفيلم
فتاة في منتصف العشرينات من عمرها تواجه مخاوفها، بينما تُجري عملية جراحية خطيرة سوف تغير مجرى حياتها للأبد.

## طاقم العمل[3]
تأليف
أحمد نادر
تصوير
علا الملاح
منتج
نهال القوصي
إنتاج
المعهد العالي للسينما
مونتاج
هدير حفناوي
مهندس ديكور
سلمى عزت
صوت
حسن شعلان
ميكساج
شريف الوسيمي
إخراج
أحمد نادر

## مهرجانات سينمائية
- تم اختيار الفيلم للمشاركة في مسابقة قرطاج السينما الواعدة بمهرجان أيام قرطاج السينمائية ٢٠٢٢ في دروته ال٣٣.
- حصل الفيلم على تنويه خاص من لجنة تجكيم مسابقة الفيلم المصري بمهرجان القاهرة الدولي للفيلم القصير ٢٠٢٢ في دورته ال٤.
- تم اختيار الفيلم في المسابقة الرسمية لأفلام مدارس السينما بالمهرجان الأفريقي للسينما والتلفزيون في واغادوغو Fespaco ٢٠٢٣ في دورته ال٢٨. 